# Мосул (аэропорт)
«Мосул» (араб. مطار الموصل الدولي‎) (ИАТА: OSM, ИКАО: ORBM) — международный аэропорт в Ираке, обслуживающий город Мосул.

## История
Основан в 1920 годах как военная база Великобритании. В 1992 году был построен пассажирский терминал и аэропорт стал гражданским.
2 декабря 2007 года аэропорт открылся после реконструкции, чем он подтверждает современные международные стандарты в области гражданской авиации.
9 июня 2014 года аэропорт был захвачен боевиками Исламского государства Ирака и Леванта в рамках вооружённого конфликта на севере Ирака.
23 февраля 2017 года армия Ирака в ходе наступления на западную часть Мосула вернула под контроль правительства Ирака мосульский аэропорт.

## Авиакомпании и направления
По данным на начало июня 2014 года, в аэропорту осуществляли работу три авиакомпании, которые выполняли рейсы в 4 города.